# Dylan Klebold
Dylan Bennet Klebold (ur. 11 września 1981 w Lakewood w stanie Kolorado, zm. 20 kwietnia 1999 w Columbine koło Littleton w Kolorado) – amerykański masowy morderca, który w dniu 20 kwietnia 1999 roku razem ze swoim przyjacielem Erikiem Harrisem dokonał masakry w Columbine High School, zabijając 13 osób i raniąc 24 inne. Była to jedna z najkrwawszych strzelanin szkolnych w dziejach USA i pozostaje jedną z najbardziej niesławnych strzelanin w historii. Popełnił samobójstwo wraz z Harrisem, nim do budynku wkroczyła policja.
Urodził się w Lakewood w stanie Kolorado i mieszkał blisko zaatakowanej szkoły Columbine.
Przyjaźnił się w szkole Columbine z członkami szkolnej kliki Mafii Długich Płaszczy, ale sam nie był jej oficjalnym członkiem; wyznacznikiem przynależności właśnie do tej grupy było noszenie czarnego długiego płaszcza, nawet w upalne dni, a Harris i Klebold nosili czasami takie ubrania, przez co mylono ich z członkami tego zrzeszenia. W opinii ekspertyz sporządzonych po ataku przez FBI, Klebold był depresyjnym nastolatkiem z wybuchami agresji. Wyjawiał niską samoocenę, był lękowy i pełen złości i nienawiści wobec osób, które źle go traktowały. Był on także prześladowany w szkole wraz z Harrisem, miał depresyjny nastrój, używał rasistowskiego języka, nie był leczony psychiatrycznie, a także był konsumentem wielu brutalnych treści kultury masowej – motywy Harrisa i jego towarzysza jednak wciąż pozostają przedmiotem sporów i kontrowersji.
Harris i Klebold stali się po wielu latach od masakry ikonami popkultury – duet nastoletnich zabójców jest często przedstawiany lub wspominany w filmach i telewizji (Zabawy z bronią), grach komputerowych (Super Columbine Massacre RPG!), muzyce (Youth of the Nation, Pumped Up Kicks) i książkach (książka Columbine). W ostatnich latach wielu zamachowców, którzy atakowali swoje szkoły lub inne miejsca publiczne w krajach zachodnich, inspirowało się Harrisem i Kleboldem. Osoby inspirujące się ich działaniami lub wyrażające dla nich sympatię nazywani są Columbiners i tworzą swego rodzaju społeczność internetową. Inni tworzą cosplaye lub przebierają się w charakterystyczne ubrania Harrisa i Klebolda na Halloween.

## Życiorys
Urodził się w Lakewood w Kolorado jako syn Thomasa i Susan Kleboldów, miał starszego brata Byrona, z którymi razem mieszkał w mieście Lakewood. Po urodzeniu miał powikłania zdrowotne w wyniku czego musiał być wtedy leczony.
Rodzice Klebolda poznali się kiedy studiowali razem sztukę na Ohio State University. Matka Dylana zajmowała się niepełnosprawnymi uczniami w jednej ze szkół wyższych. Rodzice Dylana byli pacyfistami i wyznawali luteranizm. Dylan uczęszczał wraz z bratem na uroczystości religijne wraz z rodzicami kiedy był małym dzieckiem, ale kwestia jego przekonań religijnych w późniejszym okresie pozostaje niejasna. Matka Dylana dała mu imię na cześć poety Dylana Thomasa.
Od 1990 rodzina Kleboldów mieszkała w Deer Creek Canyon niedaleko Lakewood. Od małego Dylan był inteligentnym i bystrym dzieckiem, rodzice zapisali go do szkoły dla wybitnie uzdolnionych dzieci. W wyniku uczęszczania do niej odizolował się od swoich rówieśników i gdy w 1996 poszedł do szkoły średniej w Columbine wraz z wcześniej poznanym kolegą Erikiem Harrisem, było mu trudno zaaklimatyzować się w nowych warunkach szkolnych.
W szkole podstawowej Klebold zaczął grać w baseballa, piłkę nożną i t-balla i poznał w tym okresie kolegę Brooksa Browna, który potem został jednym z najlepszych przyjaciół Klebolda i Harrisa.
W 1996 roku poszedł do Columbine High School, miał tam wielu przyjaciół, oprócz Harrisa byli to między innymi Zachary Heckler, Robyn Anderson czy Devon Adams.

## Przyjaźń z Harrisem i osobowość
W okresie kiedy uczęszczali oni do szkoły Columbine High, Dylan i Eric stali się niemal nierozłączni – chodzili na kręgle, grali razem w Dooma i brali razem udział w różnych przedsięwzięciach w szkole.
Klebold był nieśmiały w stosunku do dziewcząt, nieco skrępowany w relacjach społecznych z innymi ludźmi, nerwowy i agresywny lub porywczy z charakteru, ale wiele osób odnotowało drastyczną zmianę w jego zachowaniu w ostatnim roku jego życia.

## Nauka w Columbine High School
Dylan dobrze się uczył w szkole Columbine, tak jak Harris; obaj byli jednak bardzo niepopularnymi uczniami w szkole i byli celem szkolnych prześladowców.
Klebold i Harris przyjaźnili się z członkami szkolnej kliki Mafii Długich Płaszczy, ale nie byli jej członkami. Trzy dni przed strzelaniną Klebold był na potańcówkach szkolnych z koleżanką Robyn Anderson.
Klebold i Harris pomagali w szkole Columbine m.in. zarządzać szkolnymi serwerami komputerowymi i w tym okresie stali się także bardzo aktywni w internecie za pośrednictwem swoich osobistych komputerów; Dylan był znany w internecie pod pseudonimem Vodka.

## Próba kradzieży sprzętu elektronicznego
W 1998 roku w styczniu Dylan włamał się do zaparkowanego samochodu wraz z Harrisem i próbował ukraść z niego sprzęt elektroniczny. Próba kradzieży zakończyła się dla nich niepowodzeniem i zostali przyłapani przez policjanta, a następnie oskarżeni m.in. o kradzież i przywłaszczenie. Zostali obaj skierowani do programu o nazwie Juvenile Diversion, w wyniku którego mieli poprawić swoje zachowanie. Zostali zwolnieni przedwcześnie z powodu dobrego sprawowania – ich skrucha była jednak udawana, oboje później mieli chęć zemsty za przyłapanie ich na kradzieży.

## Masakra
W dniu 20 kwietnia 1999 roku Dylan i Eric przyjechali w osobnych samochodach pod szkołę Columbine, po czym weszli do niej, podłożyli skonstruowane przez siebie na podstawie instrukcji z internetu bomby na stołówce (ostatecznie nie wybuchły), po czym wyszli ze szkoły czekając na eksplozję, a kiedy ta nie nastąpiła – wyjęli broń i dokonali masakry podczas której zabili 13 osób w szkole. Klebold zabił 5 osób – Kyle’a Velasqueza, Matthew Kechtera, Lauren Townsend, Johna Tomlina i Coreya DePootera; wszystkich zabił w bibliotece, w której następnie popełnił samobójstwo wraz z Harrisem.
Klebold popełnił samobójstwo przez strzał z pistoletu maszynowego w lewą skroń; broń palną użytą w masakrze obaj sprawcy pozyskali za pośrednictwem swoich przyjaciół.

## Motyw
Klebold był prześladowany w szkole wraz z Harrisem, chociaż znacznie mniej razy niż ten drugi – obaj byli wyzywani od homoseksualistów (nie ma dowodów na żadne homoseksualne zachowania u sprawców), a raz zostali obrzucani przez ich prześladowców ze szkoły tamponami z keczupem, po czym prześladowcy wyzywali ich od pedałów i biegali wokół nich śmiejąc się. Dylan wielokrotnie w swoim dzienniku wyrażał pogardę wobec szkolnych prześladowców.
Sprawcy nagrali przed atakiem na taśmach kilka filmów – stały się one znane jako taśmy piwniczne. Zostały one jednak zniszczone w 2011 roku ponieważ policja obawiała się, że zainspirują one naśladowców. Ten krok był krytykowany ponieważ na taśmach znajdowały się, jak wynika z opisów nielicznych z osób które je widziały, ważne informacje odnośnie motywów sprawców.
Po masakrze media usiłowały ustalić na własną rękę motywy sprawców, co skończyło się nagonką na wiele osób, które oskarżono o rzekome inspirowanie sprawców by popełnić masakrę, jak było w przypadku muzyka industrialnego Marilyn Mansona którego kontrowersyjne zachowanie i teksty utworów były przedstawiane jako przesłanie dla sprawców podobnych masakr by popełniać ataki; sprawcy słuchali muzyki industrialnej, a Dylan miał plakat Mansona w swoim pokoju, ale zapytany o niego przez swoją matkę powiedział, że nie przepada konkretnie za jego zespołem i podoba mu się jedynie ten rodzaj muzyki.
Klebold miał depresję z powodu zawodu miłosnego, o czym rozpisywał się w swoim pamiętniku.
Dylan prawdopodobnie cierpiał na psychozę – zachowywał się dziwnie w obecności wielu osób, a zarazem był skrajnie nieśmiały, interpretował proste wydarzenia jako spisek przeciw niemu, a w pamiętniku często przekształcał zwykłe słowa w słowa, które nie istnieją, co jest charakterystyczne dla psychotyków bądź schizofreników.

## Reakcja matki Dylana na masakrę
Susan Klebold wydała w 2016 roku książkę A Mother's Reckoning: Living in the Aftermath of Tragedy, w której opisała swoją reakcję na masakrę popełnioną przez jej syna i jego przyjaciela. Przez pierwsze dni po masakrze była całkowicie rozbita psychicznie, a w następnych miesiącach znacznie pogorszył się jej stan zdrowia. Obecnie zajmuje się ona udzielaniem wsparcia młodzieży w kryzysie życiowym i edukuje rodziców nastolatków w jaki sposób reagować na niepokojące oznaki u ich dzieci, nauczona własnymi doświadczeniami z Dylanem i przeoczeniem u niego takich oznak.

## Naśladowcy
Po masakrze w Columbine było wielu naśladowców, którzy inspirowali się działaniami Dylana i Erica; kilku z nich było szczególnie zafascynowanych Kleboldem. W 2017 roku w rosyjskiej miejscowości pod Moskwą nastolatek Michaił Piwniew postrzelił 4 osoby z wiatrówki w szkole – w internecie był znany pod nazwami Vodka i Klebold, co było oczywistym nawiązaniem do Dylana. Sprawca masakry w Santa Fe w Teksasie w USA z 2018 roku Dimitrios Pagourtzis pisał pamiętnik, w którym nawiązał do Klebolda sposobem pisania.

## Teorie i tajemnice
W przypadku Dylana Klebolda pojawiły się kontrowersje odnośnie okoliczności jego śmierci, albowiem gdy znaleziono go w bibliotece, domniemana broń z której dokonał strzału samobójczego znajdowała się w jego prawej ręce, a Dylan był leworęczny.